# Fornells
Fornells es una localidad y pedanía española perteneciente al municipio de Mercadal, en el norte de la isla de Menorca, comunidad autónoma de las Islas Baleares. Está situado en la bahía de su mismo nombre.
Durante la primera década del siglo XXI se constituyó una plataforma que pretendía la segregación de Fornells y la constitución como municipio independiente. La solicitud fue rechazada tanto por el Consejo Insular de Menorca como por el Tribunal Superior de Justicia de Baleares.

## Historia
Se tiene presencia de población al menos desde el siglo V. d. C. tal y como da testimonio la iglesia paleocristiana del puerto. Durante la Edad Media se construyó la atalaya de la Mola de Fornells, que vigilaba y protegía la costa norte de Menorca. A partir del saqueo del corsario Barbarroja sobre Mahón y el ataque pirata a Ciudadela en 1558 se decidió la construcción del Castillo de San Antonio de Fornells. En 1662 ya estaba construido y en estado de defensa militar.

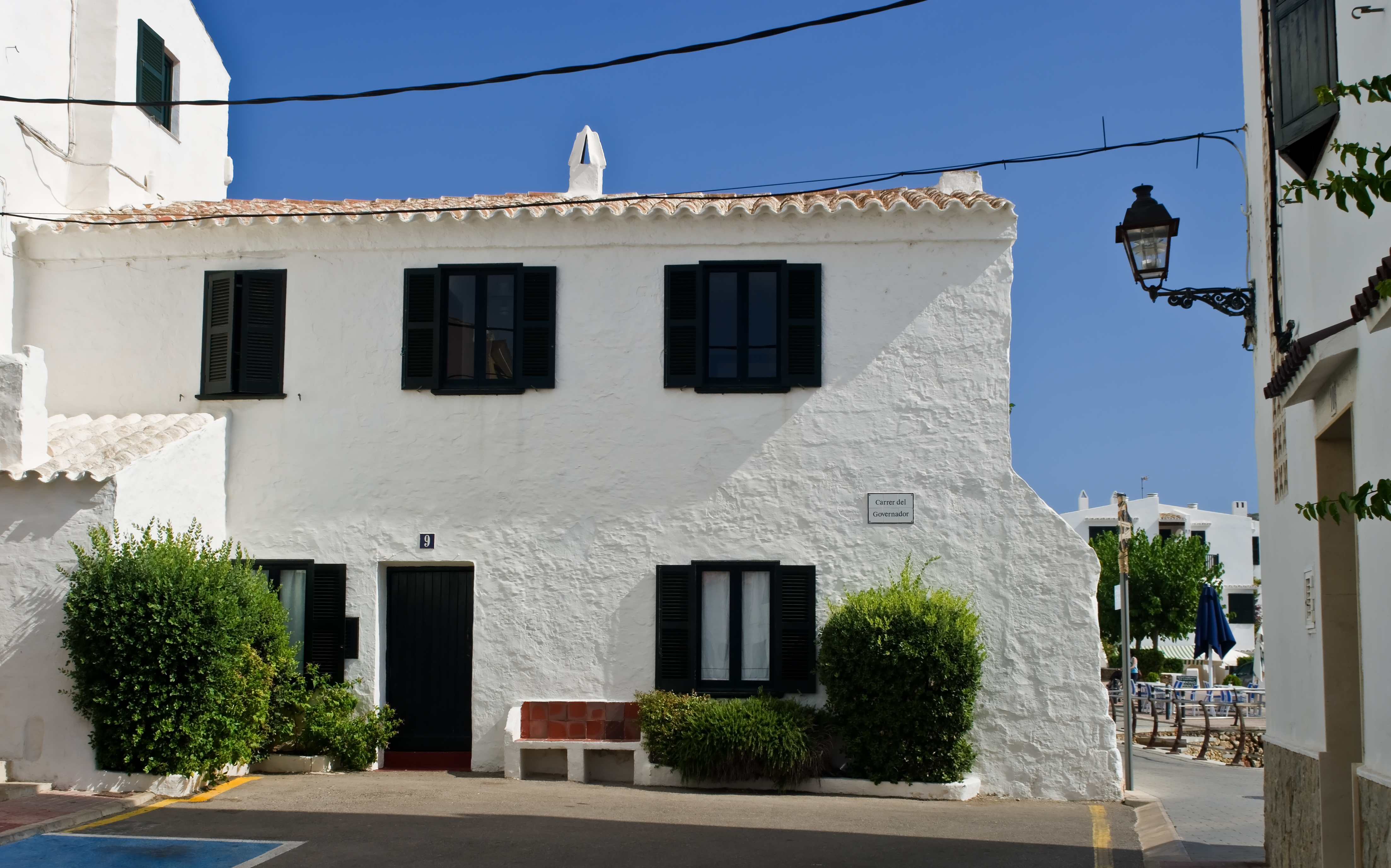
Casas típicas de Fornells.

La presencia del castillo de San Antonio en Fornells dio pie al nacimiento cerca del castillo de un arrabal que se puede considerar como el origen del actual casco antiguo del pueblo. Entre 1630 y 1640 se constatan las primeras casas fornelleras y en 1713 ya se contabilizaban más de 100 habitantes. Los primeros vecinos de Fornells fueron soldados, y los familiares de estos, provenientes del Castillo de San Felipe de Villacarlos, en el puerto de Mahón, que se mudaron al norte de la isla junto al resto de miembros de sus familias instalándose en el arrabal.
Se desconoce la fecha de inicio de construcción de la iglesia de San Antonio pero sí se sabe que en 1647 la iglesia estaba ya en disposición de ser usada para el culto religioso. En la actualidad, durante las fiestas patronales de Fornells tiene lugar una mezcla de signos religiosos y civiles que ponen de manifiesto la estrecha relación entre esta iglesia y sus feligreses.
La Torre de Defensa de Fornells es una de las torres de defensa más grandes de la isla y fue construida durante la época británica, entre 1801 y 1802, con el objetivo de vigilar y proteger la entrada del puerto; por ello se encuentra situada en un punto elevado, con buenas vistas, y su forma es reforzada, como si se tratara de un pequeño castillo inexpugnable. El edificio tiene forma troncocónica, construido con piedra mortero y refuerzos de arenisca.

## Demografía
Según el Instituto Nacional de Estadística de España, en el año 2012 Fornells contaba con 976 habitantes censados.

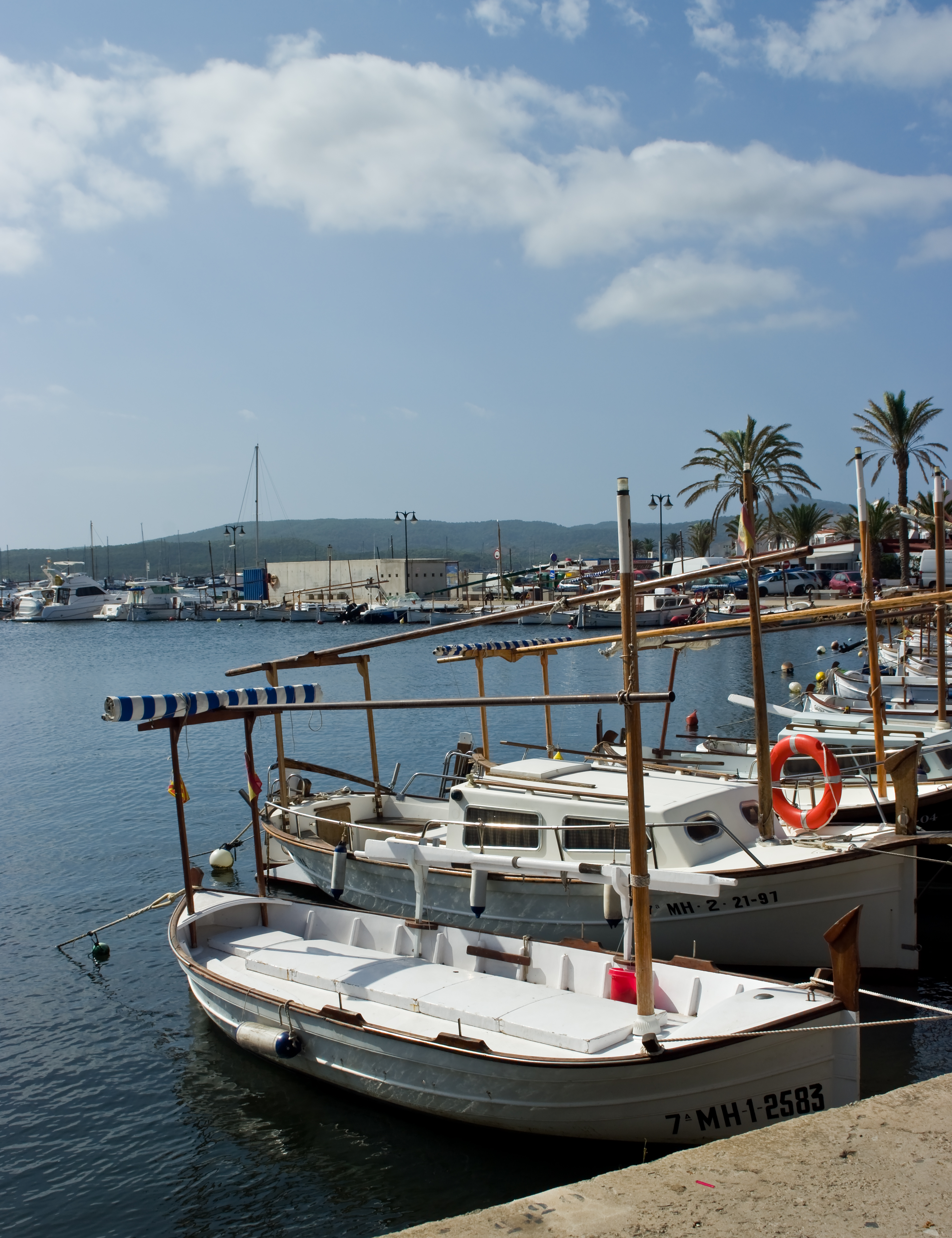
El Puerto de Fornells.

## Evolución de la población
| Gráfica de evolución demográfica de Fornells entre 2002 y 2012 |
|                                                                |
| Datos según el nomenclátor publicado por el INE.               |

## Geología

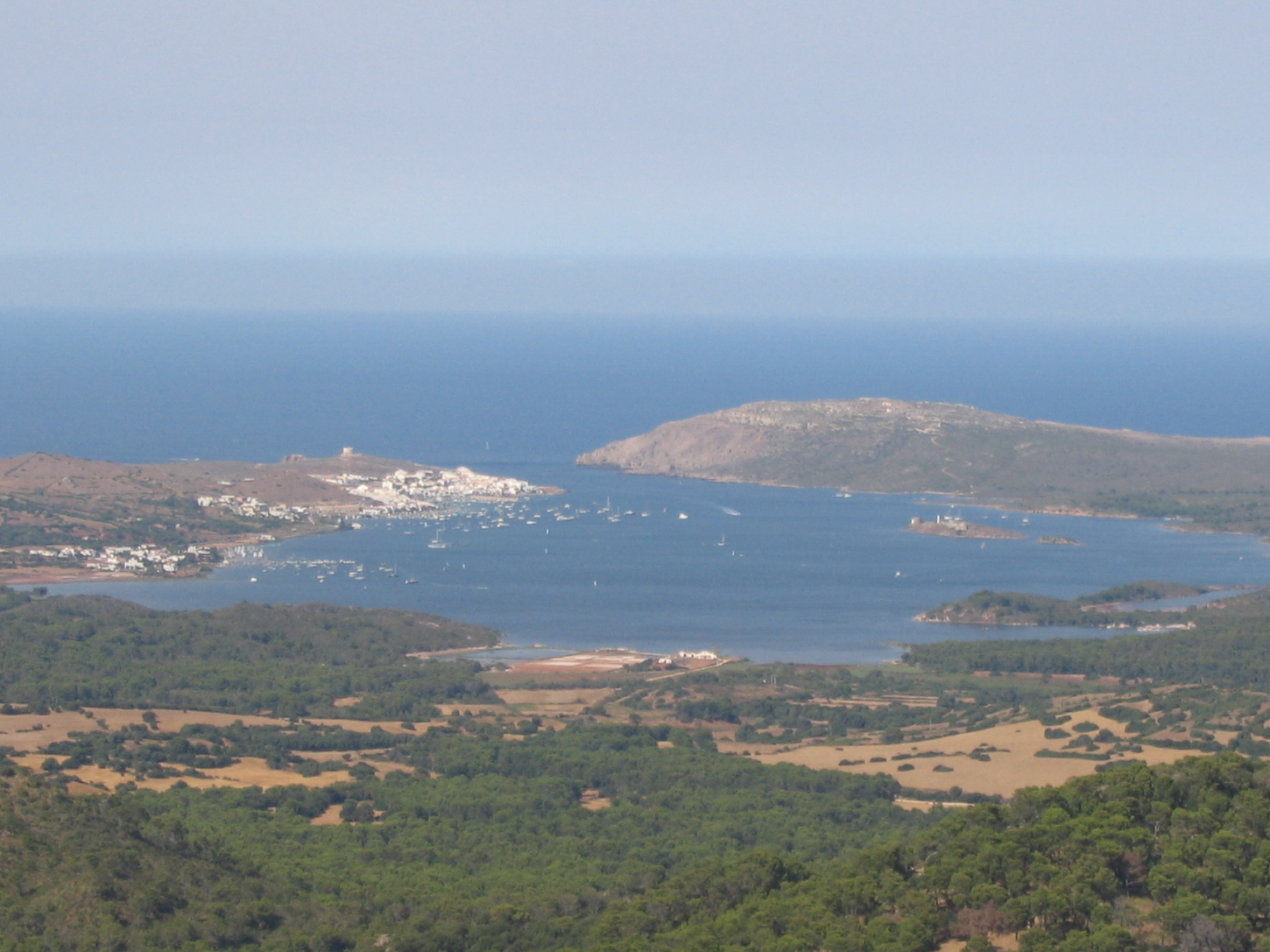
Bahía de Fornells, con el pueblo al fondo.

Desde el punto de vista geológico Fornells está formado por dolomías, rocas carbonatadas del Jurásico, permeables y fácilmente erosionables por lo que el agua con el transcurrir del tiempo ha labrado en su seno numerosos barrancos y cuevas entre las que destacan la  Cueva de los Ingleses y  Na Polida. A Fornells pertenecen también los islotes de Sargantanas, Revells, Porros y Tosqueta. El suelo predominante es leptosol eútrico combinado con cambisol crómico fisurado.

## Fauna
Con respecto a la fauna acuática destaca la presencia en la bahía de Fornells de una de las dos poblaciones baleares de Pomatoschistus microps. En las praderas sumergidas de fanerógamas marinas viven las mayores colonias de agujas de río (Syngnathus abaster).
Por lo que respecta a la fauna invertebrada y, en especial, las especies cavernícolas, la Sima de la Albufereta es la cueva más importante. También se encuentra en el municipio una especie de arácnido, Theonoe major y un crustáceo Odontozona addaia no descritos en ningún otro lugar del mundo.
En lo que respecta a las aves, la gaviota patiamarilla (Larus michahellis) es habitual en su puerto pesquero mientras que el papamoscas gris (Muscicapa striata), de la subespecie balear, Muscicapa striata balearica es habitual en la época estival en los terrenos rocosos con matorrales situados entre el núcleo urbano  y la Torre de Fornells.

## Cultura

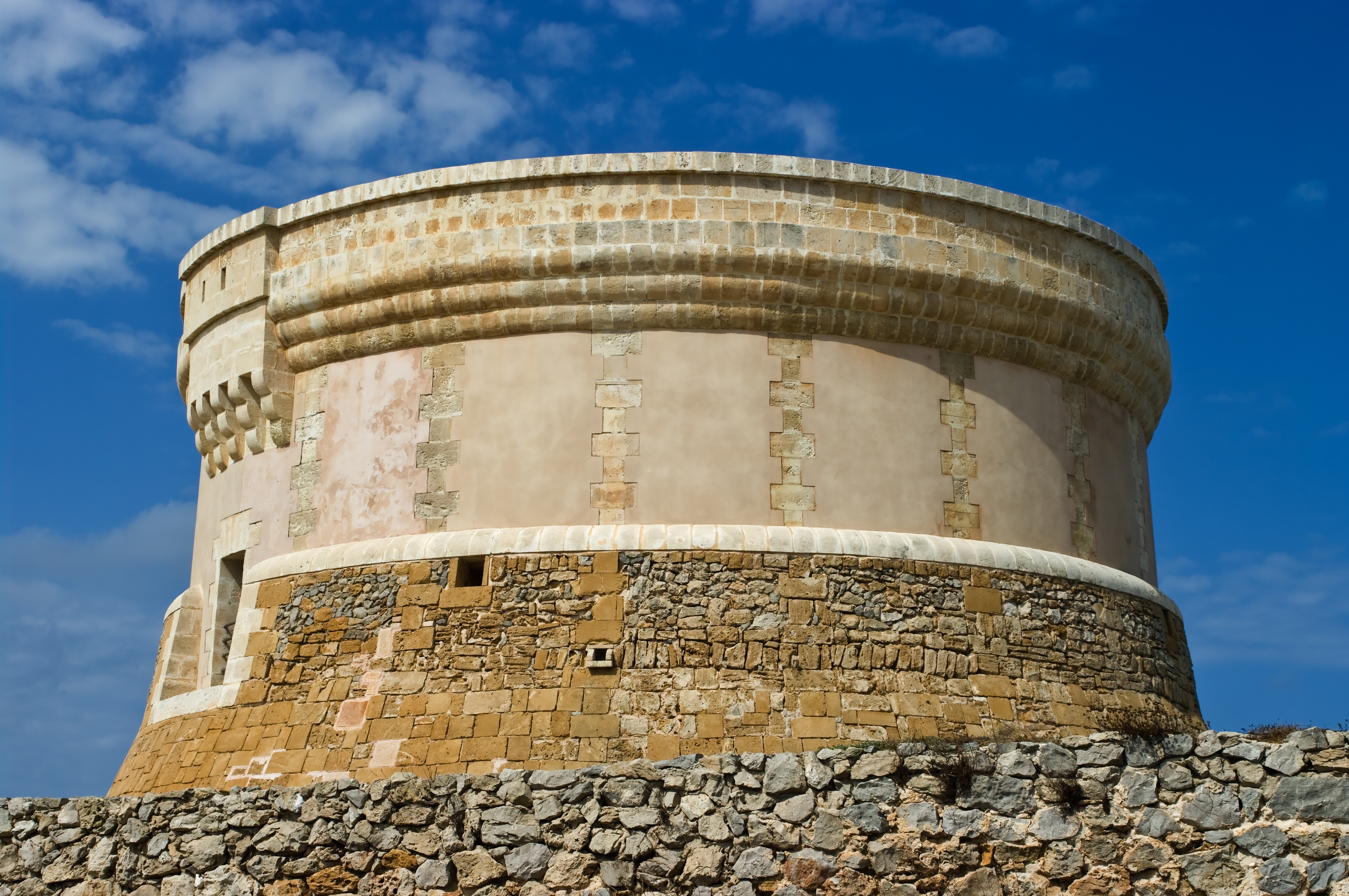
La Torre de Fornells,

### Monumentos y lugares de interés
Edificaciones:
- Yacimiento arqueológico romano de Sanisera (junto al puerto natural de Sanitja) (siglo I a. C.)
- Basílica paleocristiana del Cap del Port de Fornells  (siglo V)
- Batería de costa de la Atalaya de Fornells
- Torre de Defensa de Fornells (1801)
- Torre de la Isla de Ses Sargantanes (1802)
- Búnker de Fornells
- Iglesia de San Antonio Abad de Fornells (1639)
- Castillo de San Antonio (1662)
- Casa del Contramaestre de Fornells (1925)
- Faro de Cavallería (1857)
- Ermita de Lourdes
- Salinas de Fornells
- Puerto de Fornells

Lugares naturales:
- Bahía de Fornells
- La Mola de Fornells
- Cueva de Na Polida (Cova de Na Polida)
- Cueva de los Ingleses (Cova dels Anglesos)
- Cuevas del rayo (Coves d'es Llamp)
- Cala Tirant
- Cabo de Cavallería

### Gastronomía
Fornells es la capital gastronómica de la isla de Menorca. Los pescados y mariscos frescos forman parte de una tradición culinaria en la que destaca la caldereta de langosta.

## Deportes
Pocos sitios ofrecen un marco tan apropiado para practicar vela, submarinismo, kayak o esquí acuático, como el puerto de Fornells. Tampoco falta variedad en tierra: ciclismo, equitación, golf, excursiones, deportes de aventura, etc. Fornells además, constituye una estación náutica.

## Cartografía
Hoja de cartografía terrestre del CNIGː
Hoja n.º 618 de la serie MTN50 del  Insitituto Geográfico Nacional. (Descarga gratuita en formato digital en Centro de descargas del  Centro Nacional de Información Geográfica)
«Centro de descargas del Centro Nacional de Información Geográfica» (en español, inglés y francés).
Cartas náuticas del Instituto Hidrográfico de la Marina;
- D 436 Isla de Menorca (I Edición 2004)

- 4262  Carta náutica Puerto de Fornells i bahía de Tirant